# Kaspar Wenner
Kaspar Wenner (* 3. August 1895 in Werl; † 20. Mai 1965) war ein deutscher Politiker (Zentrumspartei).

## Leben
Kaspar Wenner erlernte das Handwerk eines Sattlers. 1919 legte er die Meisterprüfung ab. Von 1948 bis 1964 war er Vizepräsident der Handwerkskammer Dortmund.
Vom 13. Mai 1952 bis zum 6. November 1958 war Wenner Bürgermeister seiner Heimatstadt Werl. Er wurde 1954 und 1956 wiedergewählt.
Am 28. Juni 1953 überreichte er dem damaligen Bundeskanzler Konrad Adenauer bei dessen Besuch eine bronzene Nachbildung des Werler Gnadenbildes. Adenauer hatte anlässlich der Annaberg- und Jubiläumswallfahrt der Schlesier in Werl eine Rede gehalten, Wenner war als Stadtoberhaupt einer der Repräsentanten der Stadt. Ranghöchster Teilnehmer der katholischen Kirche war Kardinal Frings.
Auf seine Initiative hin wurde in Werl die jährlich stattfindende Michaeliswoche eingeführt. In der Michaeliswoche findet traditionell der Schnadezug statt, der seinen Anfang am Schnadestein im Kurgarten nimmt.

## Ehrungen
- 1953 Goldene Ehrennadel des Zentralverbundes des deutschen Polster- und Dekorateurhandwerkes
- 1964 Ehrenring der Handwerkskammer Dortmund
- 1960 Bundesverdienstkreuz[3]